# Gelée blanche

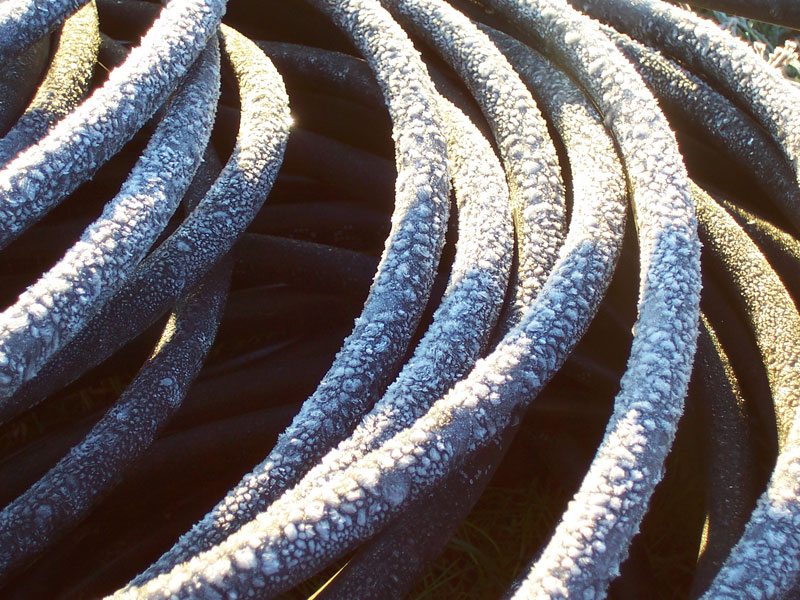
Gelée blanche sur des tuyaux

La gelée blanche (ou simplement gelée) est un dépôt de glace qui provient de la vapeur d'eau contenue dans l'air par passage direct de la phase gazeuse à la phase solide (processus thermodynamique de condensation solide), le plus souvent par rayonnement nocturne, au point de givrage. Elle ne met pas en jeu de surfusion de l'eau, au contraire du givre, terme que l'on emploie indistinctement dans la vie pratique. Il est possible, mais rare, que la gelée blanche soit obtenue par advection ou évaporation. La gelée blanche se présente généralement sous un aspect cristallin, prenant la forme d'aiguilles, de plumes ou d'écailles. 

## Formation

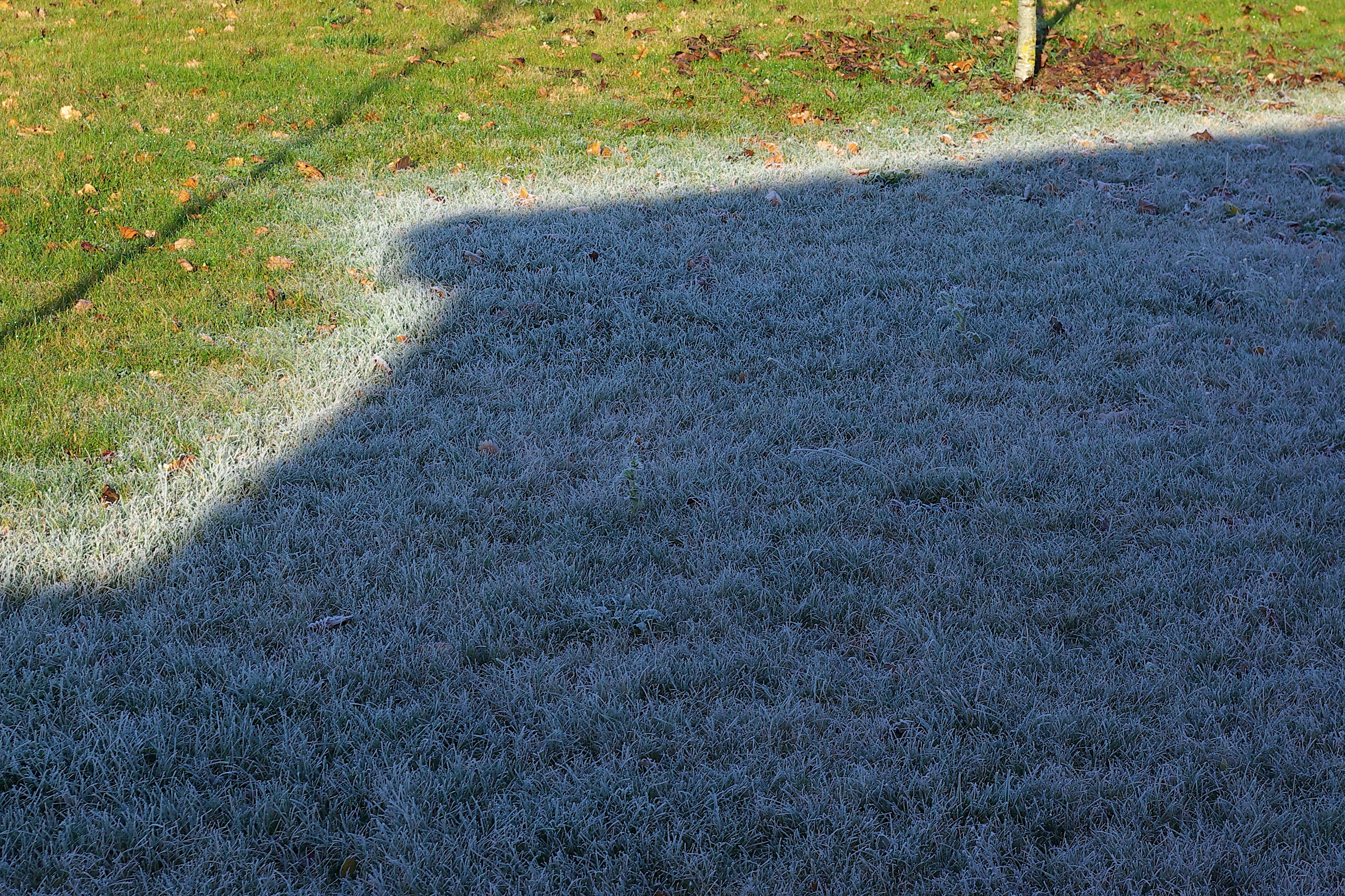
Gelée blanche à l'ombre avec fonte progressive au sol (France)

La gelée blanche est un type de précipitations solides qui se forment par différents mécanismes sur les surfaces extérieures lorsque la saturation de l'air se produit et que la surface en question a déjà à une température inférieure à zéro Celsius. Il s'agit du passage direct de la phase gazeuse à la phase solide (cristal de glace) sans passage par l’état liquide. Ceci la distingue de la rosée blanche, qui se forme quand les gouttes de rosée se déposent par condensation puis viennent ensuite à geler,.

### Par radiation

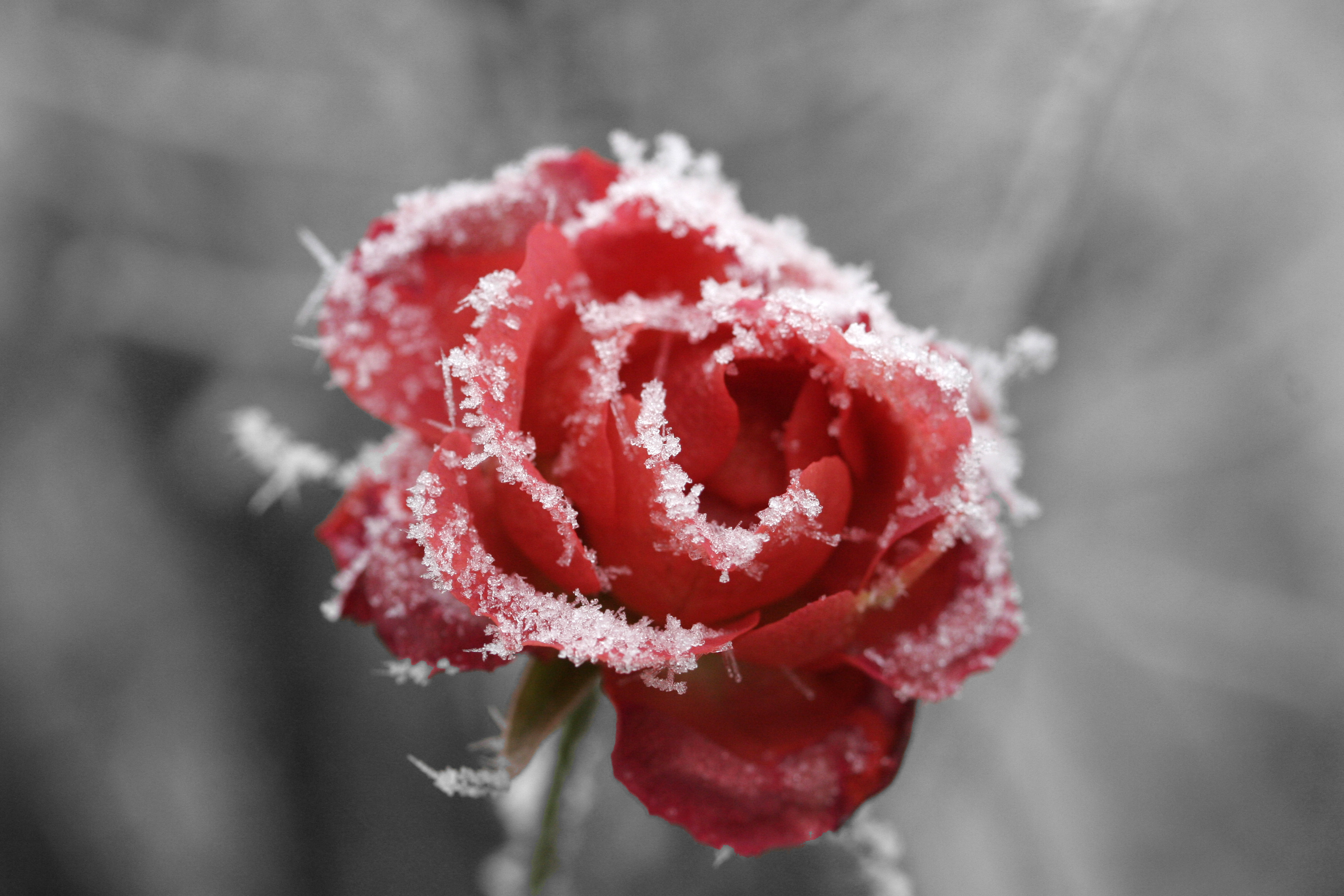
Rose gelée

Les objets à l'extérieur par une nuit d'hiver claire et froide sont exposés à la formation de gelée blanche. L'air ambiant se refroidit alors par radiation et forme une inversion de température sous laquelle les vents sont faibles ou nuls. La masse d'air près du sol perd alors son énergie vers les couches supérieures et la température sera donc plus basse au sol. On peut ainsi assister à la formation de gelée blanche au sol avant qu'il y ait saturation en humidité au niveau de l'abri Stevenson (1,5 mètre du sol), où on prend la mesure de la température et de l'humidité. La température peut même être encore au-dessus de zéro à ce dernier endroit. En pratique, la gelée blanche peut se former lorsque la température de l'air à l’abri est inférieure à +3 °C.
Les surfaces métalliques et autres bons conducteurs, se refroidissent plus rapidement que l'air et la vapeur d'eau contenue dans l'air se cristallisera à leur contact. Si la température continue de descendre, tous les objets en auront une couche. C'est le genre de givre que l'on retrouve sur les vitres de fenêtres.
L'air froid étant plus dense, il s'accumulera dans les dépressions et c'est pourquoi la gelée blanche se formera dans les vallées avant les zones plus en hauteur. Elle se formera également plus tôt et sera plus importante près de source d'humidité comme les bouches d'égout, le sol non gelé et les toits mal isolés. Pour avoir une couche importante de gelée blanche, il faut que l'humidité de départ soit supérieure à 90 % et la température inférieure à −8 °C.

### Par advection
La formation par advection demande que de l'air chaud et humide passe au-dessus dans une couche d'air très froide. Le refroidissement soudain de l'air chaud crée la saturation et l'excès de vapeur d'eau formera la gelée blanche si la température ambiante est sous le point de congélation. Afin que la couche chaude ne puisse perdre son humidité avant le refroidissement, il faut que le passage soit rapide et en général cette situation se produit par temps venteux, le dépôt se faisant du côté sous le vent plus calme. La gelée blanche par advection peut se produire à n'importe quelle heure du jour mais sera plus probable dans les régions côtières, source d'humidité.

### Par évaporation
La gelée blanche se forme aussi lorsqu'une masse d'air  est amenée à une température près du point de congélation dans une masse d'air non saturé. L'eau s'évaporera dans l'air, refroidissant les surfaces environnantes sous le point de congélation où la vapeur d'eau pourra former de la gelée blanche. Un aéronef qui monte rapidement au sein d'une inversion peut se trouver dans cette situation. En pareil cas, il faut que l'écart des températures d'un niveau à l'autre soit suffisamment grand pour provoquer la sublimation. En réalité, cette situation n'est pas très courante, car les écarts de températures dans une inversion sont relativement faibles.

### Par mouvement
La gelée blanche se forme également en cours de vol d'un avion lorsqu'un appareil, volant à des températures au-dessous du point de congélation, descend brusquement en air humide et plus chaud mais non saturé. Cette condition persiste jusqu'à ce que la température du fuselage soit la même que celle de l'air ambiant. Il arrive souvent que le gel se forme plus tôt et dure plus longtemps autour des réservoirs structuraux, parce que le carburant se réchauffe plus lentement que l'appareil ayant une capacité calorifique supérieure.

## Conséquences

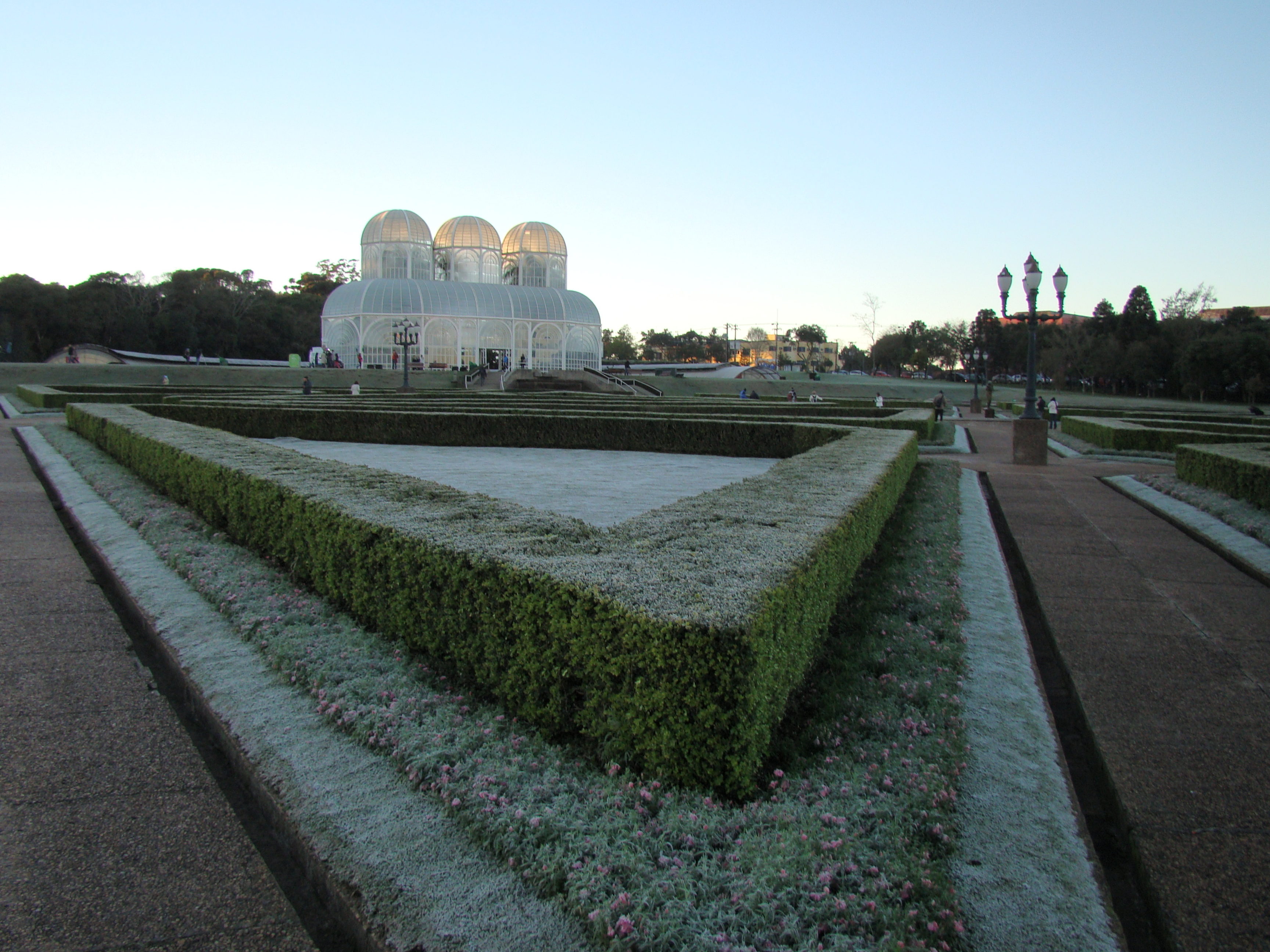
Curitiba (sud du Brésil) est la plus froide des capitales d'État du Brésil ; la serre du Jardin botanique de Curitiba protège les plantes sensibles.

Sur des moteurs à carburateur (ULM, avions...), le givre blanc peut créer une obstruction du venturi et donc un arrêt ou un dysfonctionnement du moteur; le problème peut être résolu par aspiration d'air préchauffé (prélevé au-dessus ou autour de l'échappement par exemple). La détente brusque d'un gaz peut aussi conduire au givrage, le cas peut se présenter à la sortie de détendeurs de plongée.
Le refroidissement de l'air autour d'une aile par effet Venturi peut également créer les conditions favorables à la formation de gelée blanche sur le bord d'attaque. Ceci se produit quand l'air est près de la saturation bien qu'on ne soit pas dans un nuage. Ce givrage est très lent et compact et ne cause généralement pas de problème à moins que l'aéronef ne demeure très longtemps dans la zone de formation. Auquel cas, l'aérodynamisme de l'aile change et diminue la portance ce qui peut mener à un décrochage.

## Tendances
Le nombre de nuits avec gelée est en réduction en France au XXIe siècle avec l'évolution à la hausse des températures. Ce n'est pas nécessairement le cas ailleurs.